# سانتا باربارا (انتیوکیا)
سانتا باربارا (انتیوکیا) (به اسپانیایی: Santa Bárbara) یک سکونتگاه مسکونی در کلمبیا است که در بخش انتیوکیا واقع شده‌است.